# Імператор Нінтоку
Імператор Нінто́ку (яп. 仁徳天皇, にんとくてんのう, нінтоку тенно; 257 — 7 лютого 399) — 16-й Імператор Японії, синтоїстське божество. Роки правління: 14 лютого 313 — 7 лютого 399. Четвертий син імператора Одзіна. Його матірю була Нака-ту-піме-но мікото. 
При народженні отримав ім'я Накацухіме-но-мікото. Замолоду звався принцем О-садзаки. Наприкінці свого правління його батько відійшов від справ управління країною, він розділив владу О-садзаки та його братами — принцом Удзі-но вакі-ірацуко та принцом Ō-яма-морі. Після смерті Одзіна у боротьбі за владу між трьома принцами перемогу здобув О-садзаки. Більшість істориків вважають, що не носив титул тенно. Його титул був сумерамікото або аменошіта сірошімесу окімі (治天下大王), що означає «великий володар, що панує усім під небом». Крім того, Нінтоку могли титулювати Ямато-окімі тайкун (ヤマト大王/大君), тобто «Великий володар Ямато».
Столицею нового імператора було місто Наніва (нині Осака). Його дружиною стала відома поетеса, імператриця Івано-хіме. У подружжя було п'ять синів, з яких троє стали імператорами: Рітю, Хандзей та Інґьо.
Ніхон Сьокі описує його як імператора, що був «добродійним і милостивим, який бажав допомогти народу в його труднощах і злиднях». Під керівництвом Нінтоку було спроектовано та збудовано захисні вали Намба но Хоріє, що оберігали рівнину Каваті від повеней, а також вал Йоконо поблизу Осаки. Зведення цих валів контролювалося Імператорським двором.
369 року за допомогу державі Пекче проти держави Когурьо отримав володіння, відоме як Мімана, чим було створено важливий плацдарм на Корейському півострові.
Гробниця імператора Нінтоку в Сакаї є найбільшим кофуном у Японії. Курган Нінтоку-рьо є одним із майже 50 курганів, відомих під загальною назвою «Модзу Кофунгун», скупчених навколо міста, і охоплює найбільшу площу гробниць у світі. Курган Нінтоку було зведено 2000 чоловіками, які працювали щодня протягом майже 16 років, має завдовжки 486 м і заввишки 35 м, що вдвічі довше за основу Великої піраміди фараона Хеопса у Гізі.